# Sid Wilson
Sid Wilson   (Des Moines, 20 de gener de 1977) també conegut com a Monkeyboy, # 0, és un músic estatunidenc conegut com el DJ de la banda de metall alternatiu, guanyadora del Premi Grammy, Slipknot.

## Carrera musical
La seva família prové d'Anglaterra. Les seves influències musicals són els Beastie Boys.
Abans de Slipknot, ell va formar un grup de DJ's anomenat The Sound Proof Coalition, on toca al costat de "Rob Gee" de (N20) Records. L'any 1998, es va integrar a Slipknot, poc després que la banda va signar amb el productor Ross Robinson. Durant els concerts amb Slipknot és molt actiu i moltes vegades salta des de l'escenari fins al públic els qui es desesperen per portar-ho. A més sempre és vist barallant en l'escenari, amb Shawn Crahan, a més de calar-se foc el mateix. En el DVD Voliminal: Inside the Nine, va dir que en el futur, deixaria de fer tantes acrobàcies, per temor a ser detingut o acusat d'intent de suïcidi, per calar-se foc. El va dir: "quan salt fos de l'escenari, veig que tot se'm ve damunt".
També té una carrera com a DJ, on toca música de Drum and bass, on és conegut com a DJ Starscream, "Starscream" era el nom d'un dels personatges de la sèrie Transformers (Té tatuados el símbol de cada bàndol dels Transformers en ambdues mans). Llança els seus discos sota el segell japonès/nord-americà anomenat (N20) Records. Durant el 2006, va col·laborar amb el vocalista de The Mad Capsule Markets, Kyono en la cançó 'HAKAI(Deathtroy)' per la banda sonora de la pel·lícula Death Note, durant el 2007, un remix de la cançó va aparèixer en el mini àlbum de la banda Wagdug Futuristic Unity, titulat Nu Riot. Actualment, està treballant en l'enregistrament d'un disc amb la seva nova banda de nu metall i doom metall anomenada A.M.P.T.
Recentment, treballa en el seu propi segell discogràfic, anomenat Tuff Bong Records.

## Discografia
| Slipknot - 1999 Slipknot - 2001 Iowa - 2004 Vol. 3: (The Subliminal Versis) - 2005 9.0 Live - 2008 All Hope Is Gone - 2014.5: The Gray Chapter | DJ Starscream - 2003 Full Metall Scratch-It - 2003 Abunaii Sounds - Tataku On Your Atama - 2005 Sound Assault - 2005 Live At Konkrete Jungle New York City - 2006 The New Leader |

Altres aspectes
- 2002: Stone Sour (Stone Sour)
- 2004: The Pre-Fix for Death (Necro)
- 2006: The Songs for Death Note the movie～the Last name Tribute～ (with Hiroshi Kyono)
- 2006: Modern Primitive Punk (KCUF)
- 2007: Nu Riot (Wagdug Futuristic Unity)
- 2008: Hakai (Wagdug Futuristic Unity)
- 2009: "A Song for Chi" (Various Artists)
- 2009: "Legal Drug Addict" (Thekeenone) as a producer
- 2010: "Sample of A Solution" (Blue Felix) as a producer
- 2011: Staple Foods (The 113th DJ)

Filmografia
- 1999 Welcome To Our Neighborhood
- 2002 Disasterpieces
- 2002 Rollerball
- 2006 Voliminal: Inside the Nine
- 2010 (sic)nesses

## Màscara
En Slipknot, primer, va usar una màscara de gas (originària de Suïssa), que tenia una espècie de "mànega" de boca. Després, va llevar la "mànega" i el disseny de la màscara la va fer semblada a un crani, però igualment semblava una de gas (aquesta màscara era de 2 colors: os i negre). I finalment, va acovardir els ulls i la boca de la màscara de gas, però va donar a notar que ara sí que era un crani, ja que no tenia gens de màscara de gas; però a mitjan any, va canviar aquesta màscara i va sorprendre a tots amb aquesta nova: era una calavera (molt original i pinzellada) i es deixava veure el cabell (castanyer). En el nou àlbum de Slipknot (All Hope is Gone) utilitza una màscara de mico (a causa del seu sobrenom) barrejada amb l'essència d'un Transformer (a causa del seu afan per aquests) deixant veure la cresta del seu pèl colorit. Actualment canvi la mastegués Transformer, a la màscara similar a la de gas, la màscara similar al crani, com la de Iowa però negra. Per al Memorial World Tour utilitzaria la màscara de gas color negre que va utilitzar en Iowa. Pel Ozzfest al Japó 2013 utilitzaria una màscara de gas de la Primera Guerra Mundial. Per al disc de .5: The Gray Chapter utilitzaria una mastegués de cuir de color negre amb reixetes en els ulls i un morrió que va enganxat a ella. Aquesta es pot separar de la mastegués i es deixa veure la part inferior de la cara, acompanyant-la amb uns ullals postissos. Aquesta la va usar durant el Knotfest de 2014 a Califòrnia i Japó. Per a alguns concerts o festivals, tals com a Rock of the Range, va utilitzar una mastegués diferent. Aquestes ambdues estan creades i dissenyades per l'artista ucraïnès Bob Basset.

## Equip
Slipknot
- Technics 1200 Turntables
- Vestax PMC 05 Mixer
- Vestax PMC 06 Mixer

Iowa
- Vestax PDX 2000 Turntables
- Vestax PMC 07 Samurai Mixer
- Vestax PMC 07 ISP Mixer
- Korg Kaoss Pad 2

Vol. 3 The Subliminal Versis
- Vestax PDX 2000 BLK Turntables
- Vestax PMC 07 Samurai Mixer
- Korg Kaoss Pad 2
- Shure M447 Needles

Actualment
- Technics 1210m5g Turntables
- Shure M447 Needles
- Ecler HAK 360 Mixer
- Mackie D.2 Mixer
- Korg Kaoss Pad 2/3/ and Mini KP
- Mackie SRM 450 Monitors